# Буор-Юрях (приток Чондона)
Буо́р-Юря́х (от якутского «буор үрэх» — «глинистая речка») — река в Якутии. Левый приток Чондона.

## Общая информация
Исток находится северо-восточнее гор Кюндюлюн, у подножья горы Крест (534 м) на высоте больше 198 м над уровнем моря. Протекает в северо-восточном направлении по территории Усть-Янского улуса. Впадает в Чондон в 354 км от его устья. Длина реки составляет 170 км, площадь водосборного бассейна — 1040 км².

## Данные водного реестра
По данным государственного водного реестра России и геоинформационной системы водохозяйственного районирования территории РФ, подготовленной Федеральным агентством водных ресурсов:
- Бассейновый округ — Ленский
- Речной бассейн — Яна
- Речной подбассейн — Яна ниже впадения Адычи
- Водохозяйственный участок — Реки бассейна моря Лаптевых от границы бассейна реки Яны на западе до границы бассейна Восточно-Сибирского моря (мыс Святой Нос) на востоке